# Clásica de San Sebastián 2022
Clásica de San Sebastián 2022 – 41. edycja wyścigu kolarskiego Clásica de San Sebastián, która odbyła się 30 lipca 2022 na liczącej ponad 224 kilometry trasie wokół miasta San Sebastián. Impreza kategorii 1.UWT była częścią UCI World Tour 2022.

## Uczestnicy

### Drużyny
| WorldTeams (18)- AG2R Citroën Team - Astana Qazaqstan Team - Bahrain Victorious - Bora-Hansgrohe - Cofidis - EF Education-EasyPost - Groupama-FDJ - Ineos Grenadiers - Intermarché-Wanty-Gobert Matériaux - Israel-Premier Tech - Jumbo-Visma - Lotto-Soudal - Movistar Team - Quick-Step Alpha Vinyl - BikeExchange-Jayco - Team DSM - Trek-Segafredo - UAE Team Emirates ProTeams (5)- Burgos-BH - Caja Rural-Seguros RGA - Euskaltel-Euskadi - Equipo Kern Pharma - TotalEnergies |
| |

### Lista startowa
| EF Education-EasyPost EFE | EF Education-EasyPost EFE   | EF Education-EasyPost EFE |
| ------------------------- | --------------------------- | ------------------------- |
| Nr                        | Kolarz                      | Miejsce                   |
| 1                         | Alberto Bettiol (ITA)       | DNF                       |
| 2                         | Jonathan Caicedo (ECU)      | 37.                       |
| 3                         | Esteban Chaves (COL)        | 20.                       |
| 4                         | Odd Christian Eiking (NOR)  | DNF                       |
| 5                         | Ruben Guerreiro (POR)       | DNF                       |
| 6                         | Merhawi Kudus (ERI) (szosa) | DNF                       |
| 7                         | Rigoberto Urán (COL)        | 9.                        |

| Ineos Grenadiers IGD | Ineos Grenadiers IGD           | Ineos Grenadiers IGD |
| -------------------- | ------------------------------ | -------------------- |
| Nr                   | Kolarz                         | Miejsce              |
| 11                   | Jonathan Castroviejo (ESP)     | DNF                  |
| 12                   | Tao Geoghegan Hart (GBR)       | 57.                  |
| 13                   | Daniel Felipe Martínez (COL)   | DNF                  |
| 14                   | Brandon Rivera (COL)           | 35.                  |
| 15                   | Carlos Rodríguez (ESP) (szosa) | 5.                   |
| 16                   | Pawieł Siwakow (FRA)           | 2.                   |
| 17                   | Cameron Wurf (AUS)             | DNF                  |

| Quick-Step Alpha Vinyl QST | Quick-Step Alpha Vinyl QST  | Quick-Step Alpha Vinyl QST |
| -------------------------- | --------------------------- | -------------------------- |
| Nr                         | Kolarz                      | Miejsce                    |
| 21                         | Remco Evenepoel (BEL)       | 1.                         |
| 22                         | Mattia Cattaneo (ITA)       | DNF                        |
| 23                         | Mikkel Frølich Honoré (DEN) | DNF                        |
| 24                         | James Knox (GBR)            | DNF                        |
| 25                         | Fausto Masnada (ITA)        | 50.                        |
| 26                         | Pieter Serry (BEL)          | DNF                        |
| 27                         | Jannik Steimle (GER)        | DNF                        |

| UAE Team Emirates UAD | UAE Team Emirates UAD      | UAE Team Emirates UAD |
| --------------------- | -------------------------- | --------------------- |
| Nr                    | Kolarz                     | Miejsce               |
| 31                    | Tadej Pogačar (SLO)        | DNF                   |
| 32                    | João Almeida (POR) (szosa) | DNF                   |
| 33                    | Juan Ayuso (ESP)           | DNF                   |
| 34                    | George Bennett (NZL)       | 13.                   |
| 35                    | Rui Costa (POR)            | 44.                   |
| 36                    | Ryan Gibbons (RSA)         | DNF                   |
| 37                    | Jan Polanc (SLO)           | DNF                   |

| Bahrain Victorious TBV | Bahrain Victorious TBV        | Bahrain Victorious TBV |
| ---------------------- | ----------------------------- | ---------------------- |
| Nr                     | Kolarz                        | Miejsce                |
| 41                     | Matej Mohorič (SLO)           | DNF                    |
| 42                     | Yukiya Arashiro (JPN) (szosa) | DNF                    |
| 43                     | Gino Mäder (SUI)              | 29.                    |
| 44                     | Santiago Buitrago (COL)       | DNF                    |
| 45                     | Wout Poels (NED)              | DNF                    |
| 46                     | Luis León Sánchez (ESP)       | DNF                    |
| 47                     | Hermann Pernsteiner (AUT)     | 56.                    |

| Intermarché-Wanty-Gobert Matériaux IWG | Intermarché-Wanty-Gobert Matériaux IWG | Intermarché-Wanty-Gobert Matériaux IWG |
| -------------------------------------- | -------------------------------------- | -------------------------------------- |
| Nr                                     | Kolarz                                 | Miejsce                                |
| 51                                     | Jan Bakelants (BEL)                    | 31.                                    |
| 52                                     | Théo Delacroix (FRA)                   | DNF                                    |
| 54                                     | Corné van Kessel (NED)                 | DNF                                    |
| 55                                     | Simone Petilli (ITA)                   | DNF                                    |
| 56                                     | Domenico Pozzovivo (ITA)               | 23.                                    |
| 57                                     | Lorenzo Rota (ITA)                     | 10.                                    |

| Trek-Segafredo TFS | Trek-Segafredo TFS      | Trek-Segafredo TFS |
| ------------------ | ----------------------- | ------------------ |
| Nr                 | Kolarz                  | Miejsce            |
| 61                 | Bauke Mollema (NED)     | 4.                 |
| 62                 | Julien Bernard (FRA)    | DNF                |
| 63                 | Dario Cataldo (ITA)     | DNF                |
| 64                 | Kenny Elissonde (FRA)   | 60.                |
| 65                 | Juan Pedro López (ESP)  | DNF                |
| 66                 | Mattias Skjelmose (DEN) | 8.                 |
| 67                 | Toms Skujiņš (LAT)      | 7.                 |

| Jumbo-Visma TJV | Jumbo-Visma TJV        | Jumbo-Visma TJV |
| --------------- | ---------------------- | --------------- |
| Nr              | Kolarz                 | Miejsce         |
| 71              | Tiesj Benoot (BEL)     | 3.              |
| 72              | Timo Roosen (NED)      | DNF             |
| 74              | Chris Harper (AUS)     | 42.             |
| 75              | Robert Gesink (NED)    | 53.             |
| 76              | Lennard Hofstede (NED) | DNF             |
| 77              | Tom Dumoulin (NED)     | DNF             |

| BikeExchange-Jayco BEX | BikeExchange-Jayco BEX | BikeExchange-Jayco BEX |
| ---------------------- | ---------------------- | ---------------------- |
| Nr                     | Kolarz                 | Miejsce                |
| 81                     | Simon Yates (GBR)      | 6.                     |
| 82                     | Jan Maas (NED)         | DNF                    |
| 83                     | Michael Matthews (AUS) | DNF                    |
| 84                     | Callum Scotson (AUS)   | DNF                    |
| 85                     | Tsgabu Grmay (ETH)     | 55.                    |
| 86                     | Dion Smith (NZL)       | DNF                    |
| 87                     | Nick Schultz (AUS)     | DNF                    |

| Lotto-Soudal LTS | Lotto-Soudal LTS         | Lotto-Soudal LTS |
| ---------------- | ------------------------ | ---------------- |
| Nr               | Kolarz                   | Miejsce          |
| 91               | Carlos Barbero (ESP)     | DNF              |
| 92               | Matthew Holmes (GBR)     | DNF              |
| 93               | Andreas Kron (DEN)       | DNF              |
| 94               | Harry Sweeny (AUS)       | 49.              |
| 95               | Maxim Van Gils (BEL)     | DNF              |
| 96               | Viktor Verschaeve (BEL)  | DNF              |
| 97               | Xandres Vervloesem (BEL) | DNF              |

| Astana Qazaqstan Team AST | Astana Qazaqstan Team AST  | Astana Qazaqstan Team AST |
| ------------------------- | -------------------------- | ------------------------- |
| Nr                        | Kolarz                     | Miejsce                   |
| 101                       | Vincenzo Nibali (ITA)      | 21.                       |
| 102                       | Simone Velasco (ITA)       | 27.                       |
| 103                       | Stefan de Bod (RSA)        | 15.                       |
| 104                       | Wadim Pronski (KAZ)        | 54.                       |
| 105                       | Manuele Boaro (ITA)        | DNF                       |
| 106                       | Alaksandr Rabuszenka (BLR) | DNF                       |
| 107                       | Jurij Natarow (KAZ)        | DNF                       |

| Cofidis COF | Cofidis COF            | Cofidis COF |
| ----------- | ---------------------- | ----------- |
| Nr          | Kolarz                 | Miejsce     |
| 111         | Ion Izagirre (ESP)     | DNF         |
| 112         | Sander Armée (BEL)     | DNF         |
| 113         | Rubén Fernández (ESP)  | DNF         |
| 114         | Simon Geschke (GER)    | DNF         |
| 115         | José Herrada (ESP)     | DNF         |
| 116         | Guillaume Martin (FRA) | 18.         |
| 117         | Davide Villella (ITA)  | 43.         |

| Movistar Team MOV | Movistar Team MOV        | Movistar Team MOV |
| ----------------- | ------------------------ | ----------------- |
| Nr                | Kolarz                   | Miejsce           |
| 121               | Alejandro Valverde (ESP) | DNF               |
| 122               | Jorge Arcas (ESP)        | DNF               |
| 123               | Gorka Izagirre (ESP)     | 30.               |
| 124               | Antonio Pedrero (ESP)    | 19.               |
| 125               | Alex Aranburu (ESP)      | DNF               |
| 126               | Carlos Verona (ESP)      | DNF               |
| 127               | José Joaquín Rojas (ESP) | DNF               |

| AG2R Citroën Team ACT | AG2R Citroën Team ACT        | AG2R Citroën Team ACT |
| --------------------- | ---------------------------- | --------------------- |
| Nr                    | Kolarz                       | Miejsce               |
| 131                   | Mikaël Cherel (FRA)          | 39.                   |
| 132                   | Lilian Calmejane (FRA)       | DNF                   |
| 133                   | Clément Berthet (FRA)        | 14.                   |
| 134                   | Jaakko Hänninen (FIN)        | 28.                   |
| 135                   | Aurélien Paret-Peintre (FRA) | DNF                   |
| 136                   | Paul Lapeira (FRA)           | DNF                   |
| 137                   | Clément Champoussin (FRA)    | 26.                   |

| Team DSM DSM | Team DSM DSM               | Team DSM DSM |
| ------------ | -------------------------- | ------------ |
| Nr           | Kolarz                     | Miejsce      |
| 141          | Chris Hamilton (AUS)       | 24.          |
| 142          | Søren Kragh Andersen (DEN) | DNF          |
| 143          | Romain Combaud (FRA)       | DNF          |
| 144          | Mark Donovan (GBR)         | 34.          |
| 145          | Leon Heinschke (GER)       | DNF          |
| 146          | Casper Pedersen (DEN)      | DNF          |
| 147          | Martijn Tusveld (NED)      | DNF          |

| Equipo Kern Pharma EKP | Equipo Kern Pharma EKP | Equipo Kern Pharma EKP |
| ---------------------- | ---------------------- | ---------------------- |
| Nr                     | Kolarz                 | Miejsce                |
| 151                    | Urko Berrade (ESP)     | 46.                    |
| 152                    | Roger Adrià (ESP)      | 11.                    |
| 153                    | José Félix Parra (ESP) | DNF                    |
| 154                    | Ibon Ruiz (ESP)        | DNF                    |
| 155                    | Eugenio Sánchez (ESP)  | DNF                    |
| 156                    | Pau Miquel (ESP)       | 47.                    |
| 157                    | Igor Arrieta (ESP)     | DNF                    |

| Israel-Premier Tech IPT | Israel-Premier Tech IPT  | Israel-Premier Tech IPT |
| ----------------------- | ------------------------ | ----------------------- |
| Nr                      | Kolarz                   | Miejsce                 |
| 161                     | Patrick Bevin (NZL)      | DNF                     |
| 162                     | Carl Fredrik Hagen (NOR) | 22.                     |
| 163                     | Daryl Impey (RSA)        | 45.                     |
| 164                     | Gaj Niw (ISR)            | DNF                     |
| 165                     | James Piccoli (CAN)      | DNF                     |
| 166                     | Omer Goldstein (ISR)     | DNF                     |

| Groupama-FDJ GFC | Groupama-FDJ GFC            | Groupama-FDJ GFC |
| ---------------- | --------------------------- | ---------------- |
| Nr               | Kolarz                      | Miejsce          |
| 171              | David Gaudu (FRA)           | DNF              |
| 172              | Matthieu Ladagnous (FRA)    | DNF              |
| 174              | Rudy Molard (FRA)           | 12.              |
| 175              | Sébastien Reichenbach (SUI) | 25.              |
| 176              | Michael Storer (AUS)        | DNF              |
| 177              | Lars van den Berg (NED)     | 33.              |

| Caja Rural-Seguros RGA CJR | Caja Rural-Seguros RGA CJR | Caja Rural-Seguros RGA CJR |
| -------------------------- | -------------------------- | -------------------------- |
| Nr                         | Kolarz                     | Miejsce                    |
| 181                        | Mikel Nieve (ESP)          | 58.                        |
| 182                        | Jonathan Lastra (ESP)      | 16.                        |
| 183                        | Fernando Barceló (ESP)     | DNF                        |
| 184                        | Orluis Aular (VEN) (szosa) | DNF                        |
| 185                        | Jon Barrenetxea (ESP)      | DNF                        |
| 186                        | Jhojan García (COL)        | DNF                        |
| 187                        | Joel Nicolau (ESP)         | 17.                        |

| Euskaltel-Euskadi EUS | Euskaltel-Euskadi EUS | Euskaltel-Euskadi EUS |
| --------------------- | --------------------- | --------------------- |
| Nr                    | Kolarz                | Miejsce               |
| 191                   | Xabier Azparren (ESP) | DNF                   |
| 192                   | Antonio Angulo (ESP)  | 51.                   |
| 193                   | Mikel Iturria (ESP)   | DNF                   |
| 194                   | Mikel Bizkarra (ESP)  | 48.                   |
| 195                   | Ibai Azurmendi (ESP)  | DNF                   |
| 196                   | Txomin Juaristi (ESP) | DNF                   |
| 197                   | Unai Iribar (ESP)     | DNF                   |

| Bora-Hansgrohe BOH | Bora-Hansgrohe BOH          | Bora-Hansgrohe BOH |
| ------------------ | --------------------------- | ------------------ |
| Nr                 | Kolarz                      | Miejsce            |
| 201                | Jai Hindley (AUS)           | DNF                |
| 202                | Matteo Fabbro (ITA)         | DNF                |
| 203                | Emanuel Buchmann (GER)      | 41.                |
| 204                | Wilco Kelderman (NED)       | 36.                |
| 205                | Patrick Konrad (AUT)        | DNF                |
| 206                | Maximilian Schachmann (GER) | DNF                |

| Burgos-BH BBH | Burgos-BH BBH            | Burgos-BH BBH |
| ------------- | ------------------------ | ------------- |
| Nr            | Kolarz                   | Miejsce       |
| 211           | Ander Okamika (ESP)      | 52.           |
| 212           | Daniel Navarro (ESP)     | DNF           |
| 213           | Pelayo Sánchez (ESP)     | DNF           |
| 214           | Adrià Moreno (ESP)       | 59.           |
| 215           | José Manuel Díaz (ESP)   | 38.           |
| 216           | Óscar Cabedo (ESP)       | DNF           |
| 217           | Victor Langellotti (MON) | DNF           |

| TotalEnergies TEN | TotalEnergies TEN        | TotalEnergies TEN |
| ----------------- | ------------------------ | ----------------- |
| Nr                | Kolarz                   | Miejsce           |
| 221               | Cristián Rodríguez (ESP) | DNF               |
| 222               | Jérémy Cabot (FRA)       | DNF               |
| 223               | Víctor de la Parte (ESP) | 40.               |
| 224               | Fabien Grellier (FRA)    | DNF               |
| 225               | Alan Jousseaume (FRA)    | 32.               |
| 226               | Pierre Latour (FRA)      | DNF               |
| 227               | Paul Ourselin (FRA)      | DNF               |

| EF Education-EasyPost EFE | EF Education-EasyPost EFE   | EF Education-EasyPost EFE |
| ------------------------- | --------------------------- | ------------------------- |
| Nr                        | Kolarz                      | Miejsce                   |
| 1                         | Alberto Bettiol (ITA)       | DNF                       |
| 2                         | Jonathan Caicedo (ECU)      | 37.                       |
| 3                         | Esteban Chaves (COL)        | 20.                       |
| 4                         | Odd Christian Eiking (NOR)  | DNF                       |
| 5                         | Ruben Guerreiro (POR)       | DNF                       |
| 6                         | Merhawi Kudus (ERI) (szosa) | DNF                       |
| 7                         | Rigoberto Urán (COL)        | 9.                        |

| Ineos Grenadiers IGD | Ineos Grenadiers IGD           | Ineos Grenadiers IGD |
| -------------------- | ------------------------------ | -------------------- |
| Nr                   | Kolarz                         | Miejsce              |
| 11                   | Jonathan Castroviejo (ESP)     | DNF                  |
| 12                   | Tao Geoghegan Hart (GBR)       | 57.                  |
| 13                   | Daniel Felipe Martínez (COL)   | DNF                  |
| 14                   | Brandon Rivera (COL)           | 35.                  |
| 15                   | Carlos Rodríguez (ESP) (szosa) | 5.                   |
| 16                   | Pawieł Siwakow (FRA)           | 2.                   |
| 17                   | Cameron Wurf (AUS)             | DNF                  |

| Quick-Step Alpha Vinyl QST | Quick-Step Alpha Vinyl QST  | Quick-Step Alpha Vinyl QST |
| -------------------------- | --------------------------- | -------------------------- |
| Nr                         | Kolarz                      | Miejsce                    |
| 21                         | Remco Evenepoel (BEL)       | 1.                         |
| 22                         | Mattia Cattaneo (ITA)       | DNF                        |
| 23                         | Mikkel Frølich Honoré (DEN) | DNF                        |
| 24                         | James Knox (GBR)            | DNF                        |
| 25                         | Fausto Masnada (ITA)        | 50.                        |
| 26                         | Pieter Serry (BEL)          | DNF                        |
| 27                         | Jannik Steimle (GER)        | DNF                        |

| UAE Team Emirates UAD | UAE Team Emirates UAD      | UAE Team Emirates UAD |
| --------------------- | -------------------------- | --------------------- |
| Nr                    | Kolarz                     | Miejsce               |
| 31                    | Tadej Pogačar (SLO)        | DNF                   |
| 32                    | João Almeida (POR) (szosa) | DNF                   |
| 33                    | Juan Ayuso (ESP)           | DNF                   |
| 34                    | George Bennett (NZL)       | 13.                   |
| 35                    | Rui Costa (POR)            | 44.                   |
| 36                    | Ryan Gibbons (RSA)         | DNF                   |
| 37                    | Jan Polanc (SLO)           | DNF                   |

| Bahrain Victorious TBV | Bahrain Victorious TBV        | Bahrain Victorious TBV |
| ---------------------- | ----------------------------- | ---------------------- |
| Nr                     | Kolarz                        | Miejsce                |
| 41                     | Matej Mohorič (SLO)           | DNF                    |
| 42                     | Yukiya Arashiro (JPN) (szosa) | DNF                    |
| 43                     | Gino Mäder (SUI)              | 29.                    |
| 44                     | Santiago Buitrago (COL)       | DNF                    |
| 45                     | Wout Poels (NED)              | DNF                    |
| 46                     | Luis León Sánchez (ESP)       | DNF                    |
| 47                     | Hermann Pernsteiner (AUT)     | 56.                    |

| Intermarché-Wanty-Gobert Matériaux IWG | Intermarché-Wanty-Gobert Matériaux IWG | Intermarché-Wanty-Gobert Matériaux IWG |
| -------------------------------------- | -------------------------------------- | -------------------------------------- |
| Nr                                     | Kolarz                                 | Miejsce                                |
| 51                                     | Jan Bakelants (BEL)                    | 31.                                    |
| 52                                     | Théo Delacroix (FRA)                   | DNF                                    |
| 54                                     | Corné van Kessel (NED)                 | DNF                                    |
| 55                                     | Simone Petilli (ITA)                   | DNF                                    |
| 56                                     | Domenico Pozzovivo (ITA)               | 23.                                    |
| 57                                     | Lorenzo Rota (ITA)                     | 10.                                    |

| Trek-Segafredo TFS | Trek-Segafredo TFS      | Trek-Segafredo TFS |
| ------------------ | ----------------------- | ------------------ |
| Nr                 | Kolarz                  | Miejsce            |
| 61                 | Bauke Mollema (NED)     | 4.                 |
| 62                 | Julien Bernard (FRA)    | DNF                |
| 63                 | Dario Cataldo (ITA)     | DNF                |
| 64                 | Kenny Elissonde (FRA)   | 60.                |
| 65                 | Juan Pedro López (ESP)  | DNF                |
| 66                 | Mattias Skjelmose (DEN) | 8.                 |
| 67                 | Toms Skujiņš (LAT)      | 7.                 |

| Jumbo-Visma TJV | Jumbo-Visma TJV        | Jumbo-Visma TJV |
| --------------- | ---------------------- | --------------- |
| Nr              | Kolarz                 | Miejsce         |
| 71              | Tiesj Benoot (BEL)     | 3.              |
| 72              | Timo Roosen (NED)      | DNF             |
| 74              | Chris Harper (AUS)     | 42.             |
| 75              | Robert Gesink (NED)    | 53.             |
| 76              | Lennard Hofstede (NED) | DNF             |
| 77              | Tom Dumoulin (NED)     | DNF             |

| BikeExchange-Jayco BEX | BikeExchange-Jayco BEX | BikeExchange-Jayco BEX |
| ---------------------- | ---------------------- | ---------------------- |
| Nr                     | Kolarz                 | Miejsce                |
| 81                     | Simon Yates (GBR)      | 6.                     |
| 82                     | Jan Maas (NED)         | DNF                    |
| 83                     | Michael Matthews (AUS) | DNF                    |
| 84                     | Callum Scotson (AUS)   | DNF                    |
| 85                     | Tsgabu Grmay (ETH)     | 55.                    |
| 86                     | Dion Smith (NZL)       | DNF                    |
| 87                     | Nick Schultz (AUS)     | DNF                    |

| Lotto-Soudal LTS | Lotto-Soudal LTS         | Lotto-Soudal LTS |
| ---------------- | ------------------------ | ---------------- |
| Nr               | Kolarz                   | Miejsce          |
| 91               | Carlos Barbero (ESP)     | DNF              |
| 92               | Matthew Holmes (GBR)     | DNF              |
| 93               | Andreas Kron (DEN)       | DNF              |
| 94               | Harry Sweeny (AUS)       | 49.              |
| 95               | Maxim Van Gils (BEL)     | DNF              |
| 96               | Viktor Verschaeve (BEL)  | DNF              |
| 97               | Xandres Vervloesem (BEL) | DNF              |

| Astana Qazaqstan Team AST | Astana Qazaqstan Team AST  | Astana Qazaqstan Team AST |
| ------------------------- | -------------------------- | ------------------------- |
| Nr                        | Kolarz                     | Miejsce                   |
| 101                       | Vincenzo Nibali (ITA)      | 21.                       |
| 102                       | Simone Velasco (ITA)       | 27.                       |
| 103                       | Stefan de Bod (RSA)        | 15.                       |
| 104                       | Wadim Pronski (KAZ)        | 54.                       |
| 105                       | Manuele Boaro (ITA)        | DNF                       |
| 106                       | Alaksandr Rabuszenka (BLR) | DNF                       |
| 107                       | Jurij Natarow (KAZ)        | DNF                       |

| Cofidis COF | Cofidis COF            | Cofidis COF |
| ----------- | ---------------------- | ----------- |
| Nr          | Kolarz                 | Miejsce     |
| 111         | Ion Izagirre (ESP)     | DNF         |
| 112         | Sander Armée (BEL)     | DNF         |
| 113         | Rubén Fernández (ESP)  | DNF         |
| 114         | Simon Geschke (GER)    | DNF         |
| 115         | José Herrada (ESP)     | DNF         |
| 116         | Guillaume Martin (FRA) | 18.         |
| 117         | Davide Villella (ITA)  | 43.         |

| Movistar Team MOV | Movistar Team MOV        | Movistar Team MOV |
| ----------------- | ------------------------ | ----------------- |
| Nr                | Kolarz                   | Miejsce           |
| 121               | Alejandro Valverde (ESP) | DNF               |
| 122               | Jorge Arcas (ESP)        | DNF               |
| 123               | Gorka Izagirre (ESP)     | 30.               |
| 124               | Antonio Pedrero (ESP)    | 19.               |
| 125               | Alex Aranburu (ESP)      | DNF               |
| 126               | Carlos Verona (ESP)      | DNF               |
| 127               | José Joaquín Rojas (ESP) | DNF               |

| AG2R Citroën Team ACT | AG2R Citroën Team ACT        | AG2R Citroën Team ACT |
| --------------------- | ---------------------------- | --------------------- |
| Nr                    | Kolarz                       | Miejsce               |
| 131                   | Mikaël Cherel (FRA)          | 39.                   |
| 132                   | Lilian Calmejane (FRA)       | DNF                   |
| 133                   | Clément Berthet (FRA)        | 14.                   |
| 134                   | Jaakko Hänninen (FIN)        | 28.                   |
| 135                   | Aurélien Paret-Peintre (FRA) | DNF                   |
| 136                   | Paul Lapeira (FRA)           | DNF                   |
| 137                   | Clément Champoussin (FRA)    | 26.                   |

| Team DSM DSM | Team DSM DSM               | Team DSM DSM |
| ------------ | -------------------------- | ------------ |
| Nr           | Kolarz                     | Miejsce      |
| 141          | Chris Hamilton (AUS)       | 24.          |
| 142          | Søren Kragh Andersen (DEN) | DNF          |
| 143          | Romain Combaud (FRA)       | DNF          |
| 144          | Mark Donovan (GBR)         | 34.          |
| 145          | Leon Heinschke (GER)       | DNF          |
| 146          | Casper Pedersen (DEN)      | DNF          |
| 147          | Martijn Tusveld (NED)      | DNF          |

| Equipo Kern Pharma EKP | Equipo Kern Pharma EKP | Equipo Kern Pharma EKP |
| ---------------------- | ---------------------- | ---------------------- |
| Nr                     | Kolarz                 | Miejsce                |
| 151                    | Urko Berrade (ESP)     | 46.                    |
| 152                    | Roger Adrià (ESP)      | 11.                    |
| 153                    | José Félix Parra (ESP) | DNF                    |
| 154                    | Ibon Ruiz (ESP)        | DNF                    |
| 155                    | Eugenio Sánchez (ESP)  | DNF                    |
| 156                    | Pau Miquel (ESP)       | 47.                    |
| 157                    | Igor Arrieta (ESP)     | DNF                    |

| Israel-Premier Tech IPT | Israel-Premier Tech IPT  | Israel-Premier Tech IPT |
| ----------------------- | ------------------------ | ----------------------- |
| Nr                      | Kolarz                   | Miejsce                 |
| 161                     | Patrick Bevin (NZL)      | DNF                     |
| 162                     | Carl Fredrik Hagen (NOR) | 22.                     |
| 163                     | Daryl Impey (RSA)        | 45.                     |
| 164                     | Gaj Niw (ISR)            | DNF                     |
| 165                     | James Piccoli (CAN)      | DNF                     |
| 166                     | Omer Goldstein (ISR)     | DNF                     |

| Groupama-FDJ GFC | Groupama-FDJ GFC            | Groupama-FDJ GFC |
| ---------------- | --------------------------- | ---------------- |
| Nr               | Kolarz                      | Miejsce          |
| 171              | David Gaudu (FRA)           | DNF              |
| 172              | Matthieu Ladagnous (FRA)    | DNF              |
| 174              | Rudy Molard (FRA)           | 12.              |
| 175              | Sébastien Reichenbach (SUI) | 25.              |
| 176              | Michael Storer (AUS)        | DNF              |
| 177              | Lars van den Berg (NED)     | 33.              |

| Caja Rural-Seguros RGA CJR | Caja Rural-Seguros RGA CJR | Caja Rural-Seguros RGA CJR |
| -------------------------- | -------------------------- | -------------------------- |
| Nr                         | Kolarz                     | Miejsce                    |
| 181                        | Mikel Nieve (ESP)          | 58.                        |
| 182                        | Jonathan Lastra (ESP)      | 16.                        |
| 183                        | Fernando Barceló (ESP)     | DNF                        |
| 184                        | Orluis Aular (VEN) (szosa) | DNF                        |
| 185                        | Jon Barrenetxea (ESP)      | DNF                        |
| 186                        | Jhojan García (COL)        | DNF                        |
| 187                        | Joel Nicolau (ESP)         | 17.                        |

| Euskaltel-Euskadi EUS | Euskaltel-Euskadi EUS | Euskaltel-Euskadi EUS |
| --------------------- | --------------------- | --------------------- |
| Nr                    | Kolarz                | Miejsce               |
| 191                   | Xabier Azparren (ESP) | DNF                   |
| 192                   | Antonio Angulo (ESP)  | 51.                   |
| 193                   | Mikel Iturria (ESP)   | DNF                   |
| 194                   | Mikel Bizkarra (ESP)  | 48.                   |
| 195                   | Ibai Azurmendi (ESP)  | DNF                   |
| 196                   | Txomin Juaristi (ESP) | DNF                   |
| 197                   | Unai Iribar (ESP)     | DNF                   |

| Bora-Hansgrohe BOH | Bora-Hansgrohe BOH          | Bora-Hansgrohe BOH |
| ------------------ | --------------------------- | ------------------ |
| Nr                 | Kolarz                      | Miejsce            |
| 201                | Jai Hindley (AUS)           | DNF                |
| 202                | Matteo Fabbro (ITA)         | DNF                |
| 203                | Emanuel Buchmann (GER)      | 41.                |
| 204                | Wilco Kelderman (NED)       | 36.                |
| 205                | Patrick Konrad (AUT)        | DNF                |
| 206                | Maximilian Schachmann (GER) | DNF                |

| Burgos-BH BBH | Burgos-BH BBH            | Burgos-BH BBH |
| ------------- | ------------------------ | ------------- |
| Nr            | Kolarz                   | Miejsce       |
| 211           | Ander Okamika (ESP)      | 52.           |
| 212           | Daniel Navarro (ESP)     | DNF           |
| 213           | Pelayo Sánchez (ESP)     | DNF           |
| 214           | Adrià Moreno (ESP)       | 59.           |
| 215           | José Manuel Díaz (ESP)   | 38.           |
| 216           | Óscar Cabedo (ESP)       | DNF           |
| 217           | Victor Langellotti (MON) | DNF           |

| TotalEnergies TEN | TotalEnergies TEN        | TotalEnergies TEN |
| ----------------- | ------------------------ | ----------------- |
| Nr                | Kolarz                   | Miejsce           |
| 221               | Cristián Rodríguez (ESP) | DNF               |
| 222               | Jérémy Cabot (FRA)       | DNF               |
| 223               | Víctor de la Parte (ESP) | 40.               |
| 224               | Fabien Grellier (FRA)    | DNF               |
| 225               | Alan Jousseaume (FRA)    | 32.               |
| 226               | Pierre Latour (FRA)      | DNF               |
| 227               | Paul Ourselin (FRA)      | DNF               |

Legenda: DNF – nie ukończył, OTL – przekroczył limit czasu, DNS – nie wystartował, DSQ – zdyskwalifikowany.

## Klasyfikacja generalna
| \| Klasyfikacja generalna \| Klasyfikacja generalna \| Klasyfikacja generalna \| Klasyfikacja generalna \| Klasyfikacja generalna \| \| Kolarz \| Kolarz \| Państwo \| Drużyna \| Czas \| \| ---------------------- \| ---------------------- \| ---------------------- \| ---------------------------------- \| ---------------------- \| \| 1. \| Remco Evenepoel \| Belgia \| Quick-Step Alpha Vinyl \| 5h 31' 44" \| \| 2. \| Pawieł Siwakow \| Francja \| Ineos Grenadiers \| + 1' 58" \| \| 3. \| Tiesj Benoot \| Belgia \| Jumbo-Visma \| + 2' 31" \| \| 4. \| Bauke Mollema \| Holandia \| Trek-Segafredo \| + 3' 11" \| \| 5. \| Carlos Rodríguez \| Hiszpania \| Ineos Grenadiers \| + 3' 11" \| \| 6. \| Simon Yates \| Wielka Brytania \| BikeExchange-Jayco \| + 3' 28" \| \| 7. \| Toms Skujiņš \| Łotwa \| Trek-Segafredo \| + 4' 09" \| \| 8. \| Mattias Skjelmose \| Dania \| Trek-Segafredo \| + 4' 09" \| \| 9. \| Rigoberto Urán \| Kolumbia \| EF Education-EasyPost \| + 4' 09" \| \| 10. \| Lorenzo Rota \| Włochy \| Intermarché-Wanty-Gobert Matériaux \| + 4' 09" \| |                   |                 |                                    |            |
| |                   |                 |                                    |            |
| Źródło: ProCyclingStats |                   |                 |                                    |            |
| Klasyfikacja generalna |                   |                 |                                    |            |
| Kolarz | Kolarz            | Państwo         | Drużyna                            | Czas       |
| 1. | Remco Evenepoel   | Belgia          | Quick-Step Alpha Vinyl             | 5h 31' 44" |
| 2. | Pawieł Siwakow    | Francja         | Ineos Grenadiers                   | + 1' 58"   |
| 3. | Tiesj Benoot      | Belgia          | Jumbo-Visma                        | + 2' 31"   |
| 4. | Bauke Mollema     | Holandia        | Trek-Segafredo                     | + 3' 11"   |
| 5. | Carlos Rodríguez  | Hiszpania       | Ineos Grenadiers                   | + 3' 11"   |
| 6. | Simon Yates       | Wielka Brytania | BikeExchange-Jayco                 | + 3' 28"   |
| 7. | Toms Skujiņš      | Łotwa           | Trek-Segafredo                     | + 4' 09"   |
| 8. | Mattias Skjelmose | Dania           | Trek-Segafredo                     | + 4' 09"   |
| 9. | Rigoberto Urán    | Kolumbia        | EF Education-EasyPost              | + 4' 09"   |
| 10. | Lorenzo Rota      | Włochy          | Intermarché-Wanty-Gobert Matériaux | + 4' 09"   |